# Hakon Schmedes
Hakon Schmedes   (Gentofte, 31 d'octubre de 1877 - Helsingør, 18 d'agost de 1938) va ser un violinista i compositor danès. Era germà del cantant d'òpera Erik Schmedes.
Schmedes va ser estudiant del violinista Anton Svendsen, Karel Halíř i Eugène Ysaÿe. Va debutar amb aquest instrument el 1899. El 1902-04, es va incorporar al quartet de Jacques Thibaud a París i va ser membre de l'Orquestra Simfònica de Brussel·les i de Boston durant uns quants anys i va aparèixer com a violinista solista.
Entre les seves composicions hi ha el ballet Two in a Glass House. Per al teatre el 1923, l'opereta La reina de Montmartre, va actuar al teatre Casino el 1907, així com música per a l'obra popular Peder Most (1909). A més, va compondre música i cançons de violí.
Schmedes va construir una casa de camp d'estil anglès, a Hørsholm el 1915-16. La casa, que apareix senzilla en vermell i negre i està situada en un petit illot, va ser dissenyada per Povl Baumann i és un exemple ben conegut en la història arquitectònica danesa del romanç nacional d'inspiració anglesa / New Baroque. La casa és avui un restaurant. També era propietari de la retroexcavadora Manor.
L'EDUCACIÓ:
Violinista (Anton Svendsen, ,).
ALTRES OCUPACIONS:
Membre de l'Orquestra Simfònica de Brussel·les i Boston i del quartet Thibaud.